# Hans Rolf Radula
Hans Rolf Radula (auch Radolla; * 23. Juli 1921 in Bremen; † 24. Mai 1988 ebenda) war ein deutscher Schauspieler und Hörspielsprecher.

## Leben und Wirken
Der Sohn des Arbeiters Friedrich Radula und dessen Frau Marie, geb. Buchtmann, erhielt eine Schauspielausbildung in seiner Heimatstadt und gab dort 1951 auch seinen Einstand am Niederdeutschen Theater. Seine frühe Karriere war eng mit der niederdeutschen Sprache verbunden. Seit den ausgehenden 1940er Jahren war Hans Rolf Radula regelmäßig bei Radio Bremen beschäftigt und war dort an der Aufnahme von Hörspielen (auch auf Plattdeutsch) und dem Schulfunk beteiligt. Nebenher gab er zahlreiche Gastspiele und trat ein Jahrzehnt lang, von 1965 bis 1975, mit kleineren Rollen regelmäßig in Fernsehproduktionen auf. 1966 war er Sketchpartner von Rudi Carrell in einer Ausgabe der Rudi Carrell Show. Außerdem war er bekannt durch die Werbefigur „Jan Meier“, als der er viele Jahre im Radio und TV für ein Kaufhaus in Bremen Werbung machte. Parallel zu seiner Schauspieltätigkeit arbeitete Radula als Postbote.
Hans Rolf Radula war von 1949 bis zu seinem Tod mit seiner Künstlerkollegin Elsbeth Kwintmeyer verheiratet und hatte eine Tochter und drei Söhne. Er starb 1988 im Rotes Kreuz Krankenhaus Bremen.

## Filmografie
- 1963: Die Hochzeit in der Pickbalge
- 1963: Havarie
- 1964: Rund um Kap Horn
- 1965: Die Gegenprobe
- 1966: Der Kinderdieb
- 1966: Schwarze Vögel
- 1968: Vier Stunden von Elbe 1
- 1969: Die Dubrow-Krise
- 1969: Altersgenossen
- 1969: Kurgast bei Trine Wipsch
- 1970: Feuer an Bord – Prozeß um den Untergang der ‚Hortensia‘
- 1971: Alles hett sienen Pries
- 1972: Kein Auskommen mit dem Einkommen
- 1972: Jugend einer Studienrätin
- 1974: Der junge Roth
- 1975: Filmriß

## Hörspiele
- 1951: Wenn de Hahn kreiht
- 1955: Von dem Fischer und seiner Frau
- 1956: Graf Fiete Flachs zu Gleichen
- 1957: Foffteinhunnert Mark! Von plötzlichem Totogewinn und seinen unabsehbaren Folgen
- 1958: Swienskummedi
- 1961: Kramer Kray
- 1965: De Fischer un sien Fro
- 1965: In Luuv un Lee de Leev
- 1970: De Mann von gestern
- 1971: Dat klort op
- 1972: Die Gedankenbombe oder Mr. R. macht Radio
- 1974: Dat Dings von baben
- 1976: Seerövergold
- 1981: De Feriensiedlung
- 1981: Süük
- 1981: Wer ermordete Leandra Bevensen?
- 1982: Die Sonne errötet am Morgen
- 1985: Karin oder Die Gefahren der Großstadt
- 1986: Rebellion in Koldenkarken
- 1986: Seefieber
- 1986: De Sösste Etaasch
- 1987: Dörpsparadies